# Дякун, Юлия Ильинична
Юлия Ильинична Дякун (родилась 24.09.1918, г. Дрогобыч, Львовское воеводство, Польша — ?) — учительница, деятель Украинской ССР. Депутат Верховного Совета СССР 4-5-го созывов.

## Биография
Родилась в семье дрогобычского почтальона Ильи Якубовича Дякуна. Украинка.
В 1932 — 1937 г. — ученица Дрогобычской частной учительской семинарии. До 1939 года — безработная.
С 1939 г — учительница Грушевской неполной средней школы Меденицкого района Дрогобычской области. С октября 1941 г — учительница украинской 2-х классной народной школы села Модрич Дрогобычского крайса дистрикта Галиции.
С сентября 1944 г — учительница средней школы № 2 в городе Дрогобыче Дрогобычской области.
Окончила Станиславский педагогический институт.
С 1953 г — заведующая учебной частью начальных классов средней школы № 2 в городе Дрогобыче Дрогобычской области.
Член КПСС с 1956 года.